# Arun-Banner

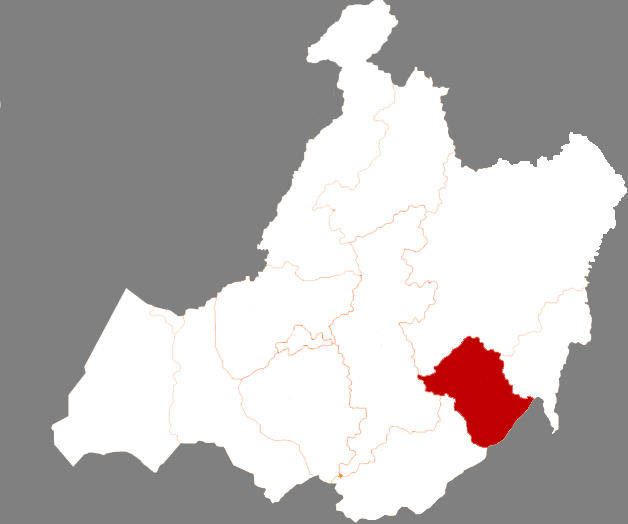
Lage des Arun-Banners in Hulun Buir

Das Arun-Banner (chinesisch 阿荣旗, Pinyin Āróng Qí; mongolisch ᠠᠷᠤᠨ ᠬᠣᠰᠢᠭᠤ Arun qosiɣu) ist ein Banner im Verwaltungsgebiet der bezirksfreien Stadt Hulun Buir des Autonomen Gebiets Innere Mongolei der Volksrepublik China. Es hat eine Fläche von 12.063 km² und zählt 331.762 Einwohner (Ende 2009). Neben Forstwirtschaft (über 5600 km² Wald) und Weideviehhaltung (rund 2000 km² Grasland) gibt es im Arun-Banner auch über 3100 km² Ackerland, auf dem vor allem Soja, Mais, Kartoffeln und Sonnenblumen angebaut werden. Reiche Vorkommen von Kupfer, Eisenerz, Blei, Zink, Ölschiefer, Marmor, Fluorit und Quarz werden in zahlreichen Minen ausgebeutet.

## Administrative Gliederung
Auf Gemeindeebene setzt sich das Arun-Banner aus fünf Großgemeinden und vier Nationalitätengemeinden zusammen. Diese sind:
| Großgemeinde Naji (那吉镇), Sitz der Bannerregierung; Großgemeinde Horqi (霍尔奇镇); Großgemeinde Liuhe (六合镇); Großgemeinde Xiangyangyu (向阳峪镇); | Großgemeinde Yadong (亚东镇); Gemeinde Chabaqi der Ewenken (查巴奇鄂温克族乡); Gemeinde Deliqir der Ewenken (得力其尔鄂温克族乡); Gemeinde Xinfa der Koreaner (新发朝鲜族乡); Gemeinde Yinhe der Daur und Ewenken (音河达斡尔鄂温克族乡). |

Hinzu kommen zwei Staatsfarmen und ein Staatsforst.